# Phare de Punta Nariga
Le phare de Punta Nariga est un phare situé sur Punta Nariga, proche de la commune de Malpica de Bergantiños, dans la province de La Corogne (Galice en Espagne).
Il est géré par l'autorité portuaire de La Corogne.

## Histoire
Le phare est érigé à l'extrémité d'un promontoire nommé Punta Nariga, situé entre le phare de Punta Roncudo (au sud-ouest) et le phare des îles Sisargas (au nord-est). Il a été construit sur la base du projet de l'architecte Cesar Portela. Il n'est entré en fonctionnement qu'en 1998, alors que sa construction avait été décidé dans le Plan des Feux Maritimes de 1984. Le projet avait été sélectionné dans le "Concours d'idées pour la construction de phares" qui n'a été mis en chantier qu'en 1988. C'est une tour cylindrique en maçonnerie, avec galerie et lanterne, centrée sur un local technique triangulaire en granit rose conçue pour ressembler à la proue d'un navire. Les trois pointes ce triangle ont chacune une importance particulière. La pointe nord pénètre dans la roche comme si elle en faisait partie, tandis que la pointe au sud-est ressemble à une forteresse et celle orienté vers l'ouest, apparaît comme la proue d'un navire qui navigue dans les eaux locales. Ce phare moderne porte aussi des œuvres du sculpteur galicien Manolo Coia.
Il est doté d'une lanterne aéromaritime de 3,5 mètres de diamètre dont le feu émet un groupe de 4 éclats blancs, toutes les 20 secondes, visibles jusqu'à 35 km. En 2001 il a été automatisé et équipé d'un système de contrôle par télémétrie.
Identifiant : ARLHS : SPA072 ; ES-03735 - Amirauté : D1729 - NGA : 2613.
|              |
| Punta Nariga |

|          |
| Le phare |